# Вчерайше
Вчера́йше (укр. Вчорайше) — село в Украине, первое упоминание о котором относится к 1584 году, находится в Ружинском районе Житомирской области. 
В 1941—1944 годах находилось под немецкой оккупацией, за два года которой еврейское население с 1000 сократилось до нескольких человек.
Впервые село упоминается под таким названием в книге «Гербы польского рыцарства» польского геральдика и историка Бартоломея Папроцкого, изданной в 1584 году. 
Согласно некоторым легендам, село также было известно под названием Китай-Городок (от др.-рус. кита ─ крепость из глины или земли, укреплённая лозой).
Код КОАТУУ — 1825282401. Население по переписи 2001 года составляет 1308 человек. Почтовый индекс — 13610. Телефонный код — 4138. Занимает площадь 4,122 км².

## Адрес местного совета
13610, Житомирская область, Ружинский р-н, с. Вчерайше, ул. Б. Бердичевская, 1.